# Botafogo de Futebol e Regatas
Botafogo de Futebol e Regatas är en brasiliansk fotbollsklubb från Rio de Janeiro bildad 12 augusti 1904. Laget spelar i svartvitrandiga tröjor, svarta byxor och grå strumpor. Hemmaarenan heter Mestre Ziza, men de flesta matcher spelas på Maracanã. Botafogo har bland annat blivit brasilianska mästare två gång (1968 och 1995) och vunnit Rio-mästerskapet 21 gånger.

## Kända spelare
Se också Spelare i Botafogo FR
- Amarildo
- Bebeto
- Didi
- Garrincha
- Gérson
- Jairzinho
- Mirandinha
- Nílton Santos
- Mario Zagallo
- Clarence Seedorf